# James Fownes Somerville
Pour les articles homonymes, voir Somerville.
James Fownes Somerville (17 juillet 1882 - 19 mars 1949) est un amiral britannique, connu pour avoir été à la tête de la Force H au cours de la Seconde Guerre mondiale. Il participa à la bataille de Mers el-Kébir, au siège de Malte, ou encore à la poursuite du Bismarck. À partir de 1942, il devient commandant en chef de la Flotte britannique d'Orient.

## Début de carrière
Il est le fils d'Arthur Fownes Somerville né à Weybrige dans le Surrey. Il rejoint la Royal Navy en 1897 et devient lieutenant le 15 mars 1904. Spécialiste en radio, il participa à la bataille des Dardanelles durant la Première Guerre mondiale. Il y reçut la Distinguished Service Order. Il atteint le grade de captain en 1921. De 1929 à 1931, il fut instructeur de la marine à l'Imperial Défense College. Il est promu au grade de contre-amiral le 12 octobre 1933.
Il commande, de 1936 à 1938, la flottille de destroyers de la Mediterranean Fleet et durant la guerre d'Espagne, il aida à protéger les Républicains de Majorque. De 1938 à 1939, il prend un commandement dans les Indes Orientales avant de se retirer pour raisons de santé.

## Seconde Guerre mondiale

### En Europe

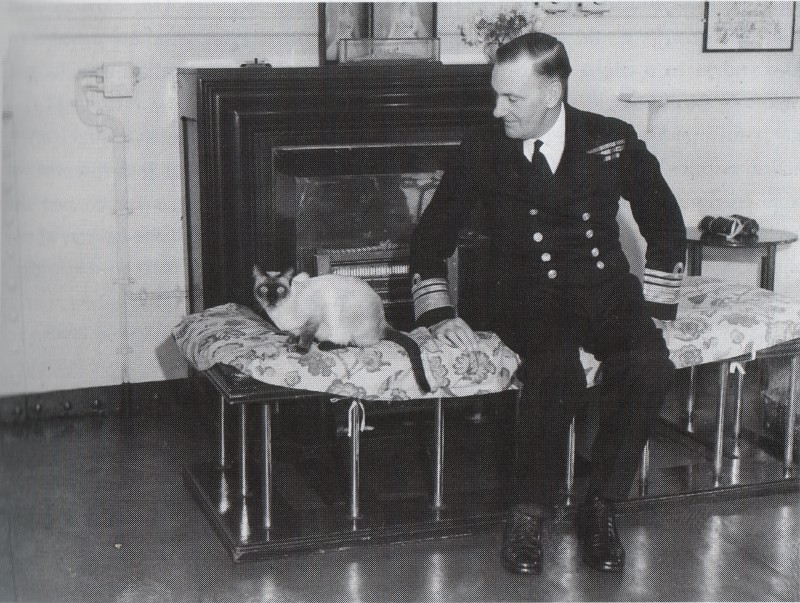

Il est rappelé dès le début de la guerre notamment pour aider à la mise en place des nouveaux radars. En mai-juin 1940, il participe sous les ordres de l'amiral Ramsey à l'évacuation de Dunkerque. À la suite de l'armistice franco-allemand, il est désigné par Winston Churchill pour prendre le commandement de la force H qui doit exécuter l'opération Catapult et notamment la neutralisation de la flotte française à Mers el-Kébir. Churchill lui dit alors ceci :
« Vous êtes chargé d'une des tâches les plus désagréables à laquelle un amiral britannique ait jamais été confronté, mais nous avons entière confiance en vous et comptons sur vous pour la mener à bien sans relâche. »
Le 3 juillet, il s'efforce d'aboutir à un accord avec l'amiral Gensoul, chef de la flotte de Mers el-Kébir. Un compromis était sur le point d'être trouvé lorsque l'amiral Maurice Le Luc fit savoir à Gensoul par radio que les escadres françaises de Toulon et d'Alger se portaient à son secours. Les Britanniques ayant capté ce message, Londres ordonna à Somerville d'ouvrir le feu sur la flotte française à 16 h 53. Somerville inflige de lourdes pertes aux forces françaises et coula notamment le cuirassé Bretagne et endommagea le croiseur de bataille Dunkerque, et le cuirassé Provence et le contre-torpilleur Mogador.
Somerville se lança également avec le HMS Hood, sans succès, à la poursuite du croiseur de bataille Strasbourg, qui réussit à rallier Toulon avec cinq contre-torpilleurs. Prévenu par un message radio inopportun de l'amirauté française, il ordonna le 6 juillet, une nouvelle attaque, aérienne cette fois-ci, pour mettre définitivement hors de combat le Dunkerque. L'attaque britannique sur Mers el-Kébir fit au total 1 295 morts chez les marins français. Les Britanniques enregistrant la perte de 2 soldats.
Le 9 février 1941, il organise un raid sur Gênes et à la fin février, il ne réussit pas à intercepter les Scharnhorst  et Gneisenau rentrant d'un raid de deux mois dans l'Atlantique.  Le 27 mai, il participe à la dernière attaque contre le Bismarck ; les Swordfishes de l'HMS Ark Royal  lui portant le coup fatal qui en permettra la destruction.
Sous son commandement, la Force H a joué, en Méditerranée occidentale un rôle considérable dans la défense de Malte pendant l'année 1941.

### En Asie
En mars 1942, il est appelé. au Commandement de la Flotte britannique d'Orient qui à la suite de la capitulation de Singapour, a dû être repliée à Ceylan. Lors du raid sur Ceylan des porte-avions japonais du vice-amiral Nagumo, il sauve la plupart de ses grands bâtiments en se repliant sur l'atoll Addu dans les îles Maldives. Mais sa mission principale d'alors est d'assurer la protection du ravitaillement des forces britanniques combattant en Égypte, qui est acheminé par la route du Cap, le Canal de Mozambique et la Mer Rouge. C'est pourquoi il établit ses bases à Kilindini, l'avant-port de Mombasa et à Bombay, et entreprend à partir de mai 1942 l'attaque de Madagascar pour empêcher les Japonais d'y établir des bases pour leurs sous-marins si les autorités françaises de Vichy n'avaient pas la volonté ou les possibilités de s'y opposer.
Au printemps 1944, il conduit des raids de bombardements sur les positions japonaises des Indes néerlandaises (Sabang pour l'opération Cockpit et Surabaya pour l'opération Transom).

## Fin de carrière
En 1944, il est remplacé par l'amiral Bruce Fraiser. Il est transféré à Washington en tant que membre de la délégation navale britannique. Il est promu amiral de la Flotte, le 8 mai 1945 et se retire du service actif peu après. En 1946, il est fait Lord Lieutenant du Somerset avant de mourir le 19 mars 1949 d'une thrombose coronaire à 66 ans.